# Mercedes-Benz GLK-Клас
Mercedes-Benz GLK (кодова назва X204) — це компактний SUV, представлений в 2008 році на Пекінському автосалоні. Автомобіль виготовляється в місті Бремені (Німеччина). Має спільну платформу з Mercedes-Benz C-Класу (W204).
Конкурентами Mercedes-Benz GLK є Infiniti EX, BMW X3, Land Rover Freelander, Audi Q5 та Volvo XC60. Mercedes-Benz GLK стоїть на сходинку нижче від ML-Класу.

## Розробка і тестування
Розробники Mercedes GLK, крім виконання різноманітних програм комп'ютерного моделювання, проїхали приблизно 4,5 млн тестових кілометрів, у тому числі в Намібії, для перевірки і вдосконалення конструкції автомобіля. З цією метою близько 1000 фахівців різних напрямків виконали 200000 маневрів.

## Vision GLK Freeside та Vision GLK Townside
На Північноамериканському міжнародному автосалоні 2008 року в Детройті, вперше були представлені два прототипи Mercedes GLK. Ними виявилися Vision GLK Freeside та Vision GLK Townside майже готові до виробництва моделі. Обидві версії мають короткі звиси (спереду: 816 мм, ззаду: 957 мм). Стійки кабіни є вузькими, тим самим сприяючи гарній оглядовості. GLK Freeside має великий дорожній просвіт (201 мм) захисний пластиковий обвіс і значні кути нахилу (спереду: 23 градусів, ззаду: 25 градусів), що сприяє високій геометричній прохідності. GLK Freeside знімався в телесеріалі «Секс і місто». GLK Townside має менший на 30 мм дорожній просвіт і виглядає скоріше як позашляховик для міста. Обидва прототипи мають 20-дюймові легкосплавні диски. двигуном в обох моделях служить нещодавно розроблений 2,2-літровий дизельний двигун з чотирма циліндрами нового покоління (OM651), який розвиває потужність 170 к.с., з двоступінчастим турбонагнітачем і Common Rail з безпосереднім вприскуванням палива. Завдяки системі упорскування сечовини, званій Мерседес BlueTEC, він вклався в стандарти викидів Euro 6.

## Серійне обладнання

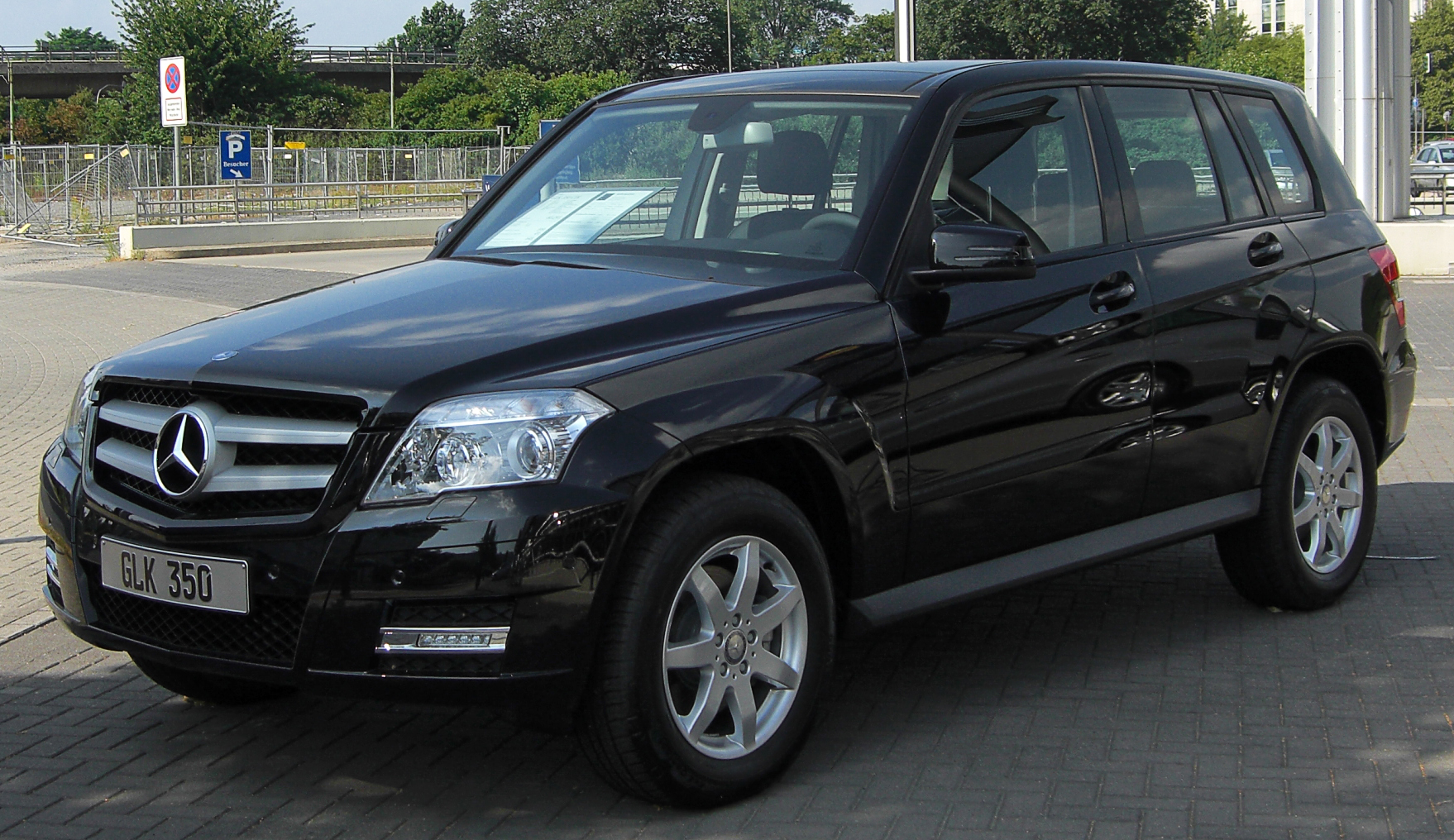
Mercedes-Benz GLK 350 CDI BlueEFFICIENCY з серійним обладнанням

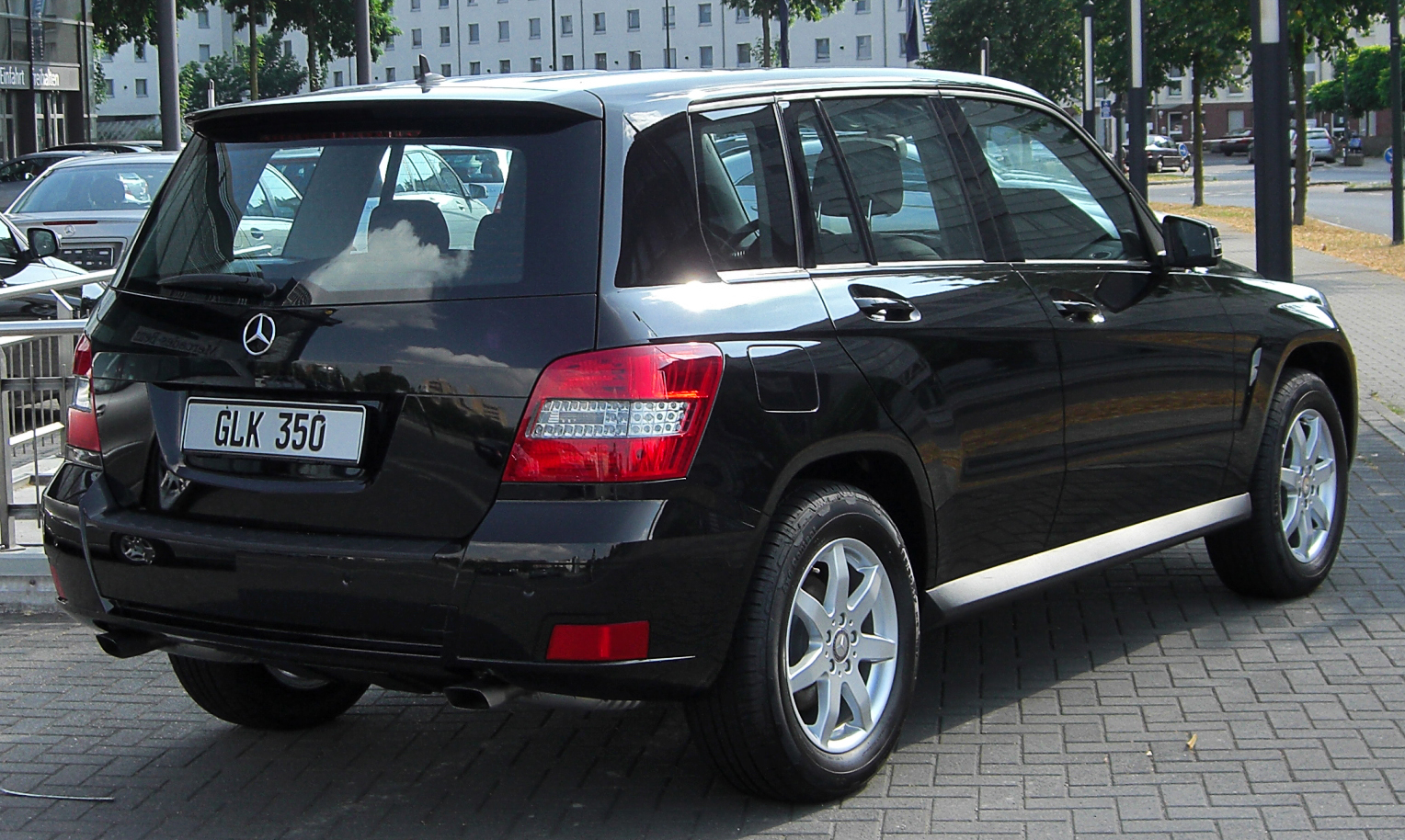
Mercedes-Benz GLK 350 CDI BlueEFFICIENCY з серійним обладнанням

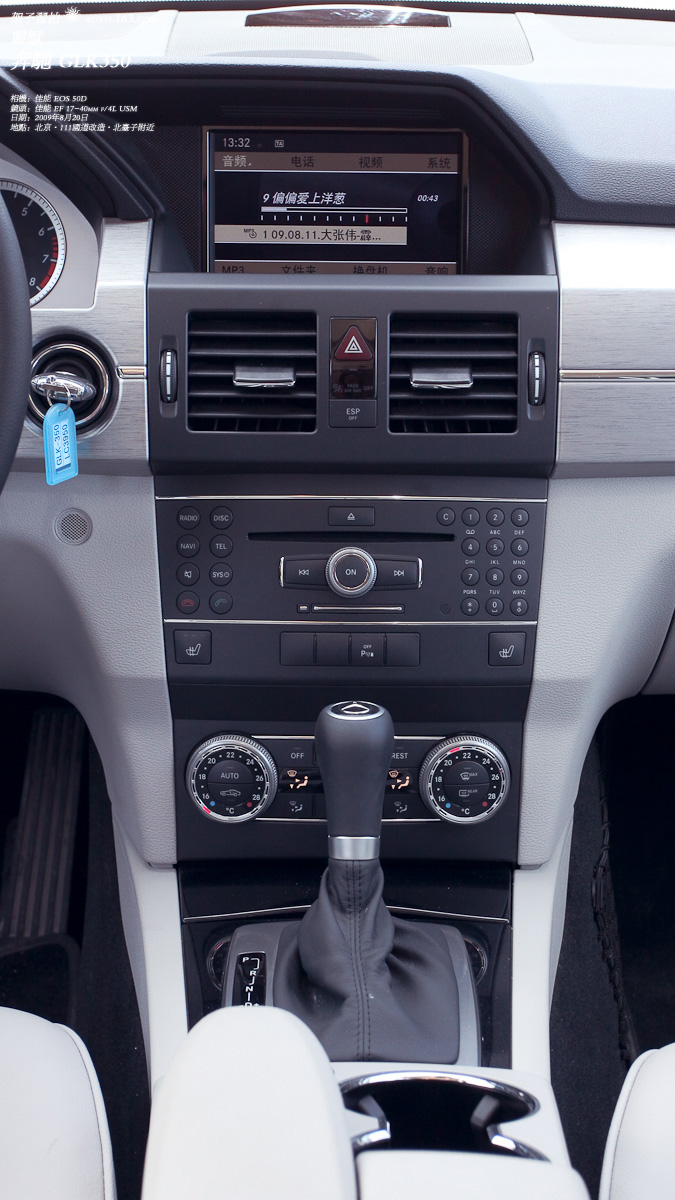
Салон

В серійне обладнання Mercedes-Benz GLK входить:

### Двигун і ходова частина
Повний привід 4MATIC; антипробуксовочна система (TCS); автоматична коробка передач 7G-TRONIC (7-ступінчаста); підвіска AGILITY CONTROL зі змінною системою демпфування.
Бензинові
- 2.0 л M 274 DE 20 AL І4 184 к.с.
- 2.0 л M 274 DE 20 AL І4 211 к.с.
- 3.0 л M 272 E 30 V6 231 к.с.
- 3.5 л M 272 E 35 V6 272 к.с.
- 3.5 л M 276 DE 35 V6 306 к.с.

Дизельні
- 2.2 л OM 651 DE 22 LA І4 140 к.с.
- 2.2 л OM 651 DE 22 LA І4 170 к.с.
- 2.2 л OM 651 DE 22 LA І4 204 к.с.
- 3.0 л OM 642 DE 30 LA V6 224 к.с.
- 3.0 л OM 642 DE 30 LA V6 231 к.с.
- 3.0 л OM 642 LS DE 30 LA V6 265 к.с.

### Безпека
Адаптивні (мерехтливі) ліхтарі стоп-сигналу; передні подушки безпеки з багатоступінчатою логікою розкриття та бокові подушки безпеки для водія і переднього пасажира; антиблокувальна система (ABS); антиблокувальна система (ABS); гальмівна система ADAPTIVE BRAKE; електронна система стабілізації (ESP ®); електронна система управління тяговим зусиллям (4ETS); автоматичне включення фар; ножне гальмо стоянки; переднатягувачі ременів безпеки з обмежувачем зусилля натягу; на передніх сидіннях; активні підголовники NECK-PRO; на передніх сидіннях; колінна подушка безпеки для водія; AGILITY CONTROL кермове управління з травмобезпечною кермовою колонкою; параметричне кермо; сигналізація втрати тиску в шинах; індикація періодичності ТО "лічильник поїздки ПЛЮС»; передні ремені безпеки з регулюванням по висоті; крайні задні — з автоматичним підганянням по висоті; триточковий ремінь для середнього сидіння ззаду; CRUISE CONTROL система з регульованим обмежувачем швидкості SPEEDTRONIC; ел. іммобілайзер, вкл. системи центрального закривання дверей з інфрачервоним ДУ; віконні надувні подушки безпеки; центральний замок із внутрішнім вимикачем і датчиком сутички. 
| Результати Краш-тесту          |                |
| Зірки в Euro NCAP з Краш-тесту |                |
| Пасажири                       | 89% (32 бали)  |
| Безпека дітей                  | 76% (37 балів) |
| Безпека пішоходів              | 47% (17 балів) |
| Активна безпека                | 86% (6 балів)  |

За результатами краш-тесту відповідно до досліджень Euro NCAP проведених восени 2009 року Mercedes GLK отримав п'ять зірок за безпеку, з них за захист пасажирів він отримав 32 бали, що становить 89% від максимально можливого результату, за захист дітей 37 балів (76%), за безпеку пішоходів 17 балів (47%) і за активну безпеку 6 балів (86%).

### Телефон, аудіо та відео, навігація
Audio 20 CD; багатофункціональне кермо в трьохспицевому виконанні.

### Екстер'єр
Бічні дзеркала з підігрівом, електрорегулюванням і покажчиками повороту; датчик зовнішньої температури; третій ліхтар стоп-сигналу виконаний з світлодіодів; пристрій замикання і дистанційного відмикання замка багажника, через ключ запалення; обігрів заднього скла; задній склоочисник з автоматичним включенням при русі назад; підсвічування багажника; 17-дюймові легкосплавні диски; протитуманні фари з хромованою окантовкою; аварійне освітлення салону (включається відразу після ДТП); проєкційні фари головного освітлення H7 з протитуманними фарами в передньому бампері; стеклоочищувач з можливістю одноразового кнопкового включення; чорні рифлені бічні швелери; дверні ручки в колір кузова.

### Інтер'єр
Центральний підлокітник попереду і в задній частині салону, відкидний; передній — з боксом; можливість завантаження довгомірних предметів, заднє сидіння складається повністю або в співвідношенні 1 / 3: 2 / 3; електричні склопідйомники, 4 шт., з системою комфортного управління; підсвітка задньої частини салону; кріплення дитячого сидіння стандарту драйвера; система автоматичного клімат-контролю; комбінація приладів з багатофункціональним дисплеєм; підголівники для всіх сидінь, з механічним регулюванням; бортовий маршрутний комп'ютер у багатофункціональному дисплеї; розетка (12 В) в центральній консолі; передні сидіння з електрорегулюванням по висоті і електрорегулюванням спинки; теплозахисне засклення — скрізь; декоративні деталі, що обтягнуті тканиною; ключ запалювання в дизайнерському виконанні, оброблений хромом.

## Додаткове обладнання

### Пакети і спеціальні моделі

#### Стайлинг-пакет Offroad і Пакет для бездоріжжя

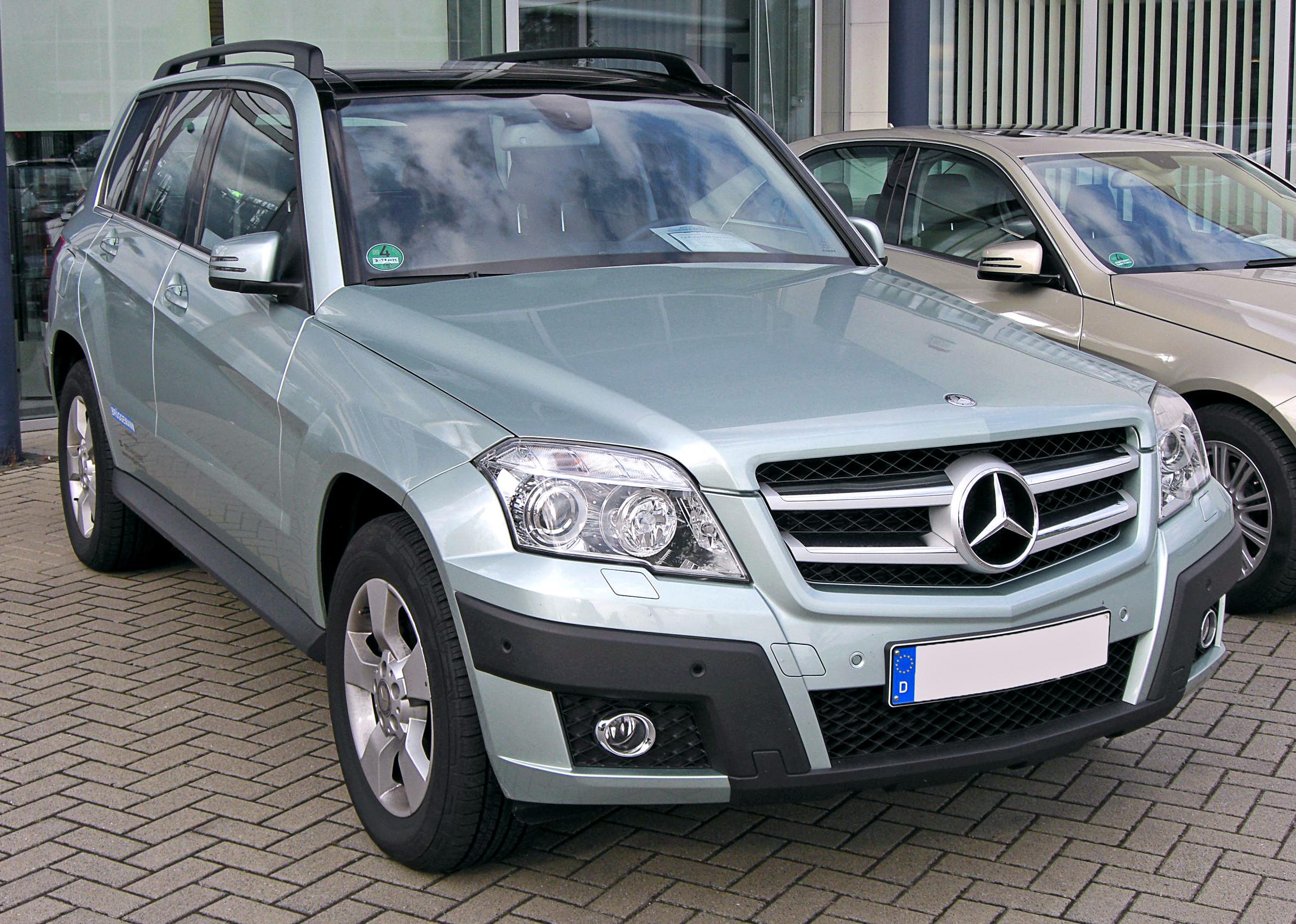
Mercedes-Benz GLK 320 CDI 4Matic зі Стайлінг-пакетом Offroad

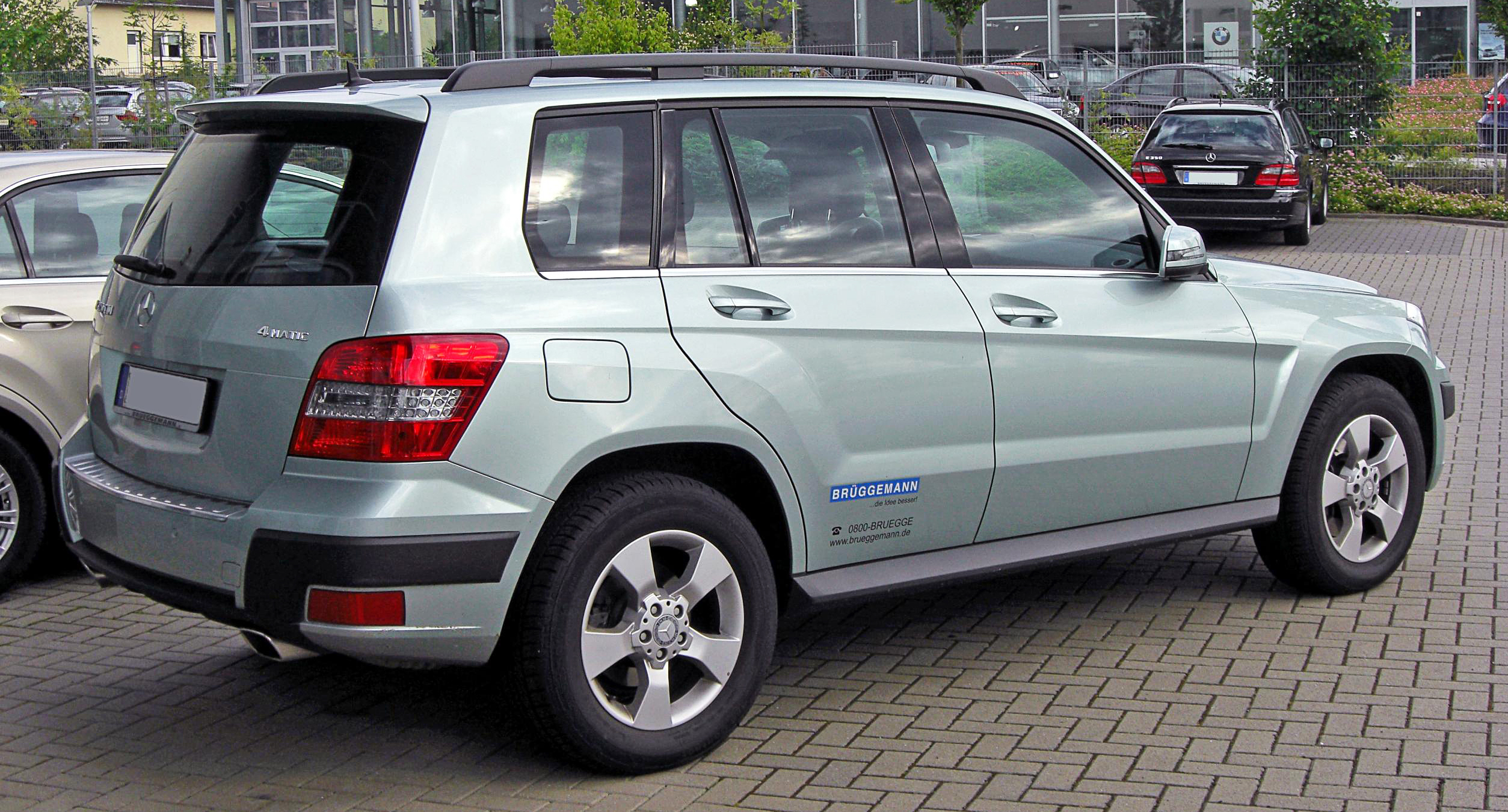
Mercedes-Benz GLK 320 CDI 4Matic зі Стайлінг-пакетом Offroad

«Стайлинг-пакет Offroad» включає: 17-дюймові або 19-дюймові (опція) легкосплавні диски, виразний передній і задній спойлери з чорними захисними накладками, а також рейлінги в чорному виконанні. Сюди ж відносяться і такі елегантні деталі, як хромовані молдинги по краю борту, внутрішня і зовнішня накладки зі вставками з нержавіючої сталі / хрому для захисту багажного відділення при навантаженні багажу, ексклюзивна решітка радіатора з двома хромованими ламелями, прямокутні хромовані патрубки вихлопної системи, а також візуальний захист внизу кузова у вигляді чорних накладок спереду і ззаду.
«Пакет для бездоріжжя» призначений для їзди по пересіченій місцевості, доступний як додаткове устаткування. Достатньо лише натиснути на кнопку «Offroad», щоб активізувався спеціальний режим для руху по бездоріжжі. Він адаптує точки перемикання коробки передач і характеристику педалі газу до поточного рельєфу місцевості. Крім цього «Пакет для бездоріжжя» містить у собі систему контролю швидкості при спуску (DSR), яка теж вмикається одним натисненням кнопки, захист картера і переднього бампера знизу, а також обтягнуте шкірою трьохспицеве рульове колесо з підрульовими перемикачами. Одночасно замовивши «Пакет для бездоріжжя» і систему управління та індикації COMAND APS (теж опція), водій отримає розширений варіант цієї системи з функціями, що вказують на географічне місце розташування автомобіля, до яких належать висота над рівнем моря та GPS-координати.

#### Спорт-пакет для екстер'єру і Спорт-пакет для інтер'єру

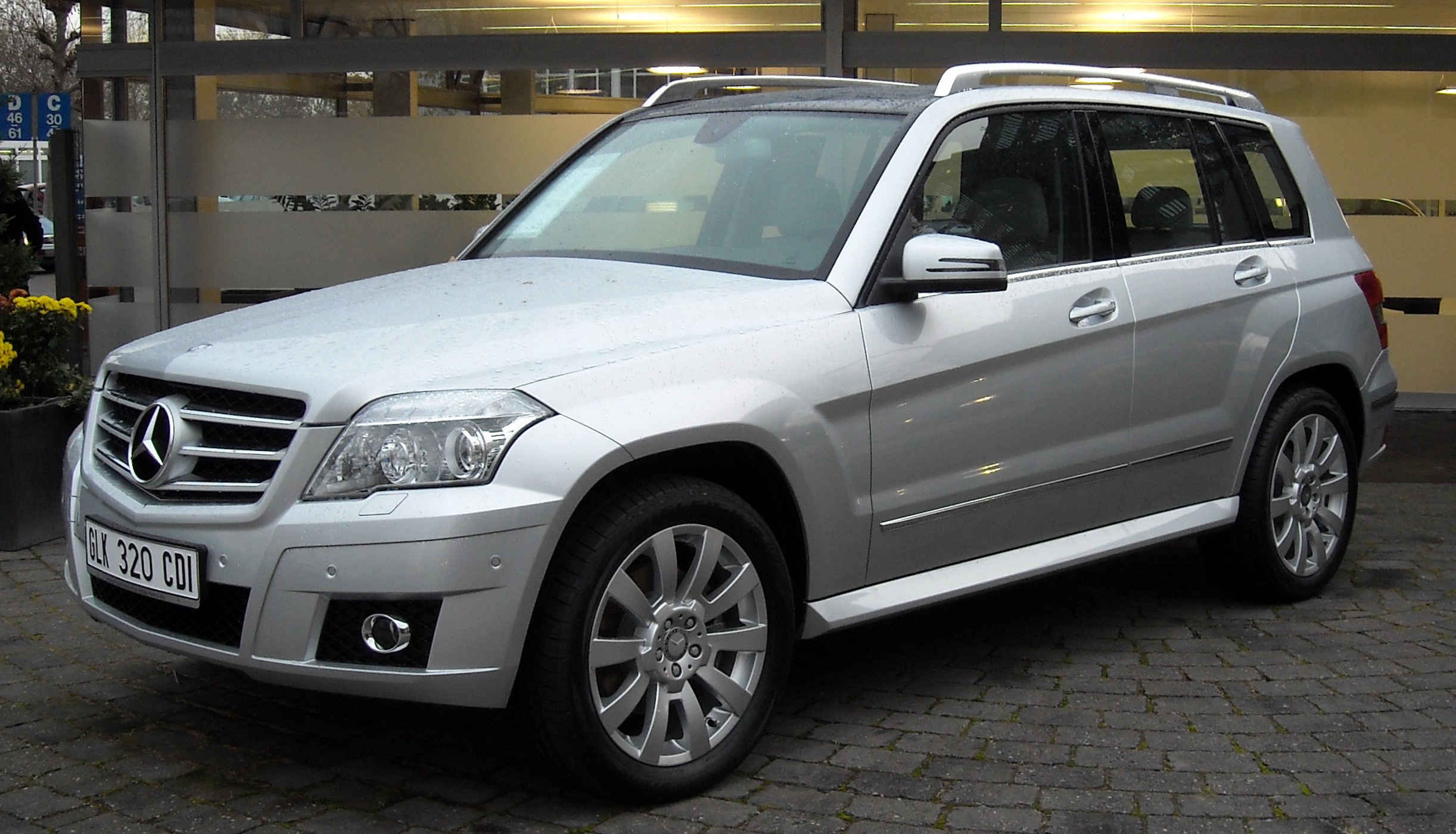
Mercedes-Benz GLK 320 CDI 4Matic зі Спорт-пакетом для екстер'єру

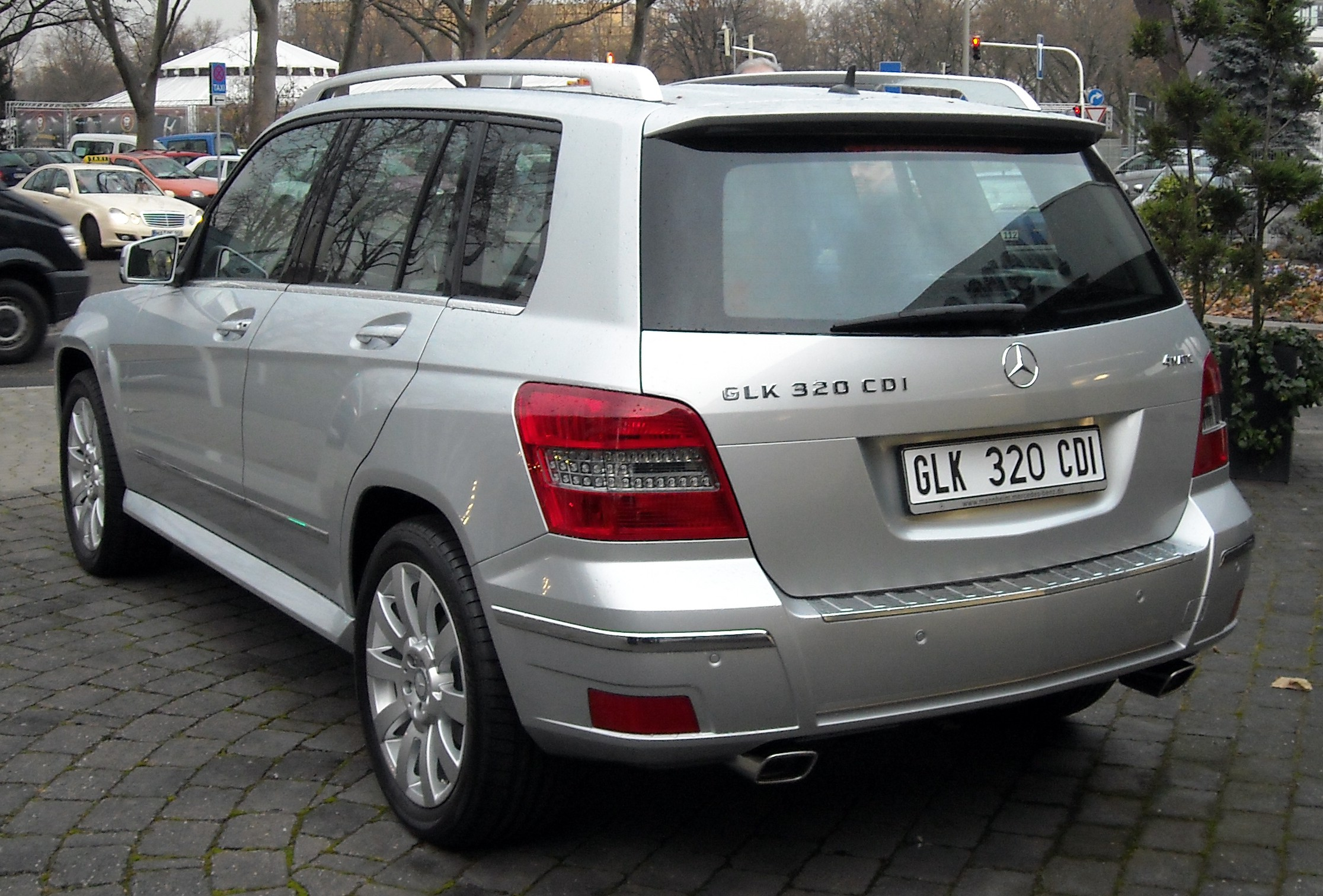
Mercedes-Benz GLK 320 CDI 4Matic зі Спорт-пакетом для екстер'єру

«Спорт-пакет для екстер'єру», пропонується як додаткове обладнання, включає в себе 19-дюймові або 20-дюймові (опція) легкосплавні диски, підкреслено спортивне виконання переднього і заднього спойлерів з хромованими вставками, а також решітку радіатора з трьома хромованими ламелями. Крім цього, до складу пакету входять хромовані молдинги на бортах і пофарбовані в колір кузова бічні швелери. Вставки з нержавіючої сталі додають благородний вигляд внутрішньої і зовнішньої накладок, які служать для захисту багажника при навантаженні у нього багажу, а рейлінги виконані з алюмінію. Крім того, спортивна підвіска розташована на 20 мм ближче до землі. Це додатково покращує динамічні властивості позашляховика GLK, а також підкреслює його спортивний вигляд.

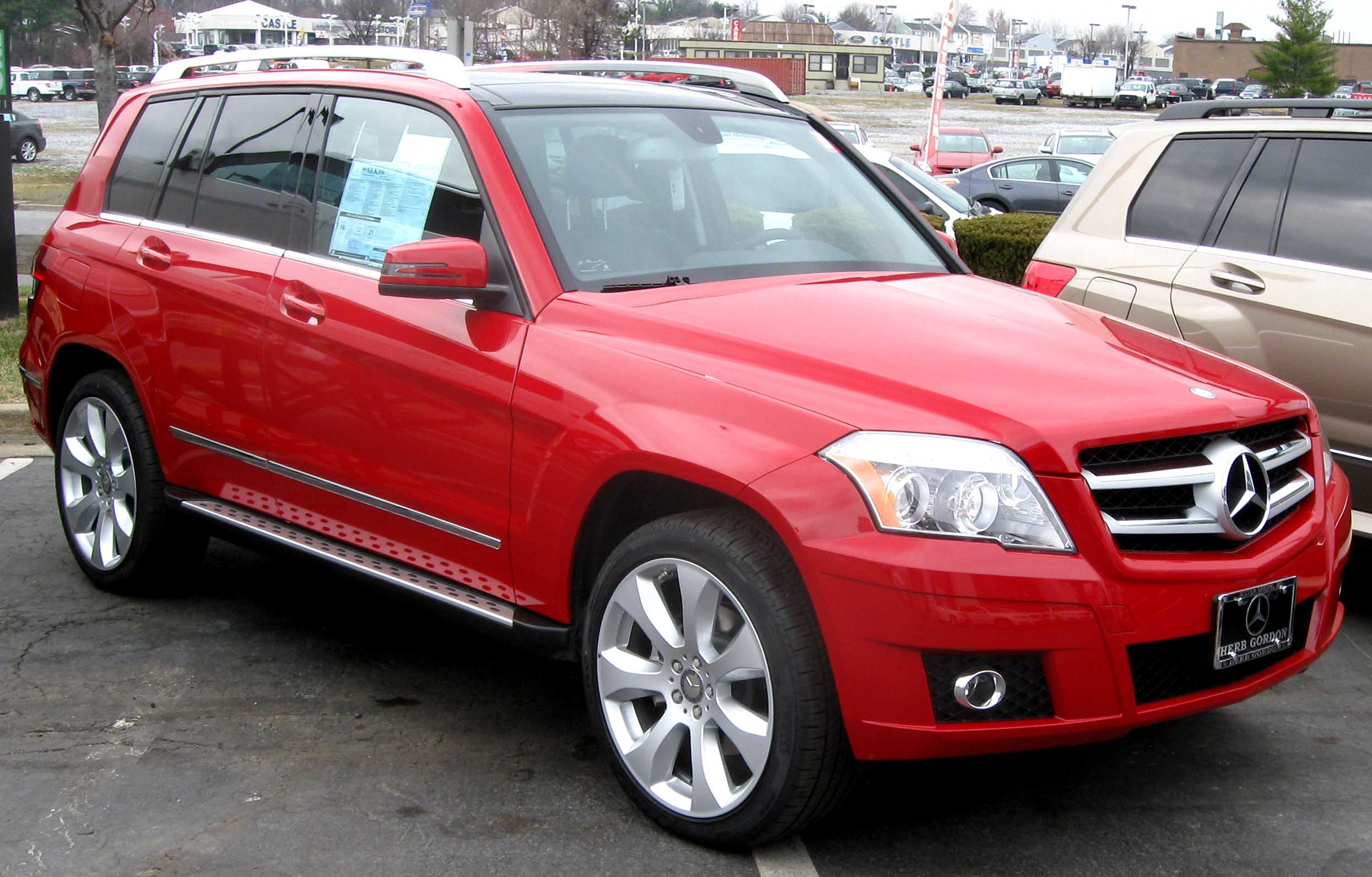
Mercedes-Benz GLK 350 4Matic з Хром-пакетом

«Спорт-пакет для інтер'єру», пропонується як додаткове обладнання, включає: комбіновану оббивку всіх сидінь тканиною Seattle і штучною шкірою ARTICO, обтягнуте шкірою трьохспицеве рульове колесо з підрульовими перемикачами і пакет елементів комфортабельного освітлення салону, сріблясту комбінацію приладів, декоративні деталі з алюмінію, важіль перемикання передач, оздоблений шкірою і хромом, а також спортивні педалі у виконанні «під нержавіючу сталь», високоякісні підлогові килимки для обох рядів сидінь, двосторонній килимок для багажника і елегантні накладки на дверних порогах.

#### Хромований пакет
До складу «Хромованого пакету» входять: хромований молдинг вздовж борту кузова, хромовані прямокутні вихлопні патрубки, внутрішня та зовнішня накладки для захисту кузова при навантаженні багажу, з хромованими вставками / вставками з нержавіючої сталі.

#### Спеціальна версія «Edition 1»

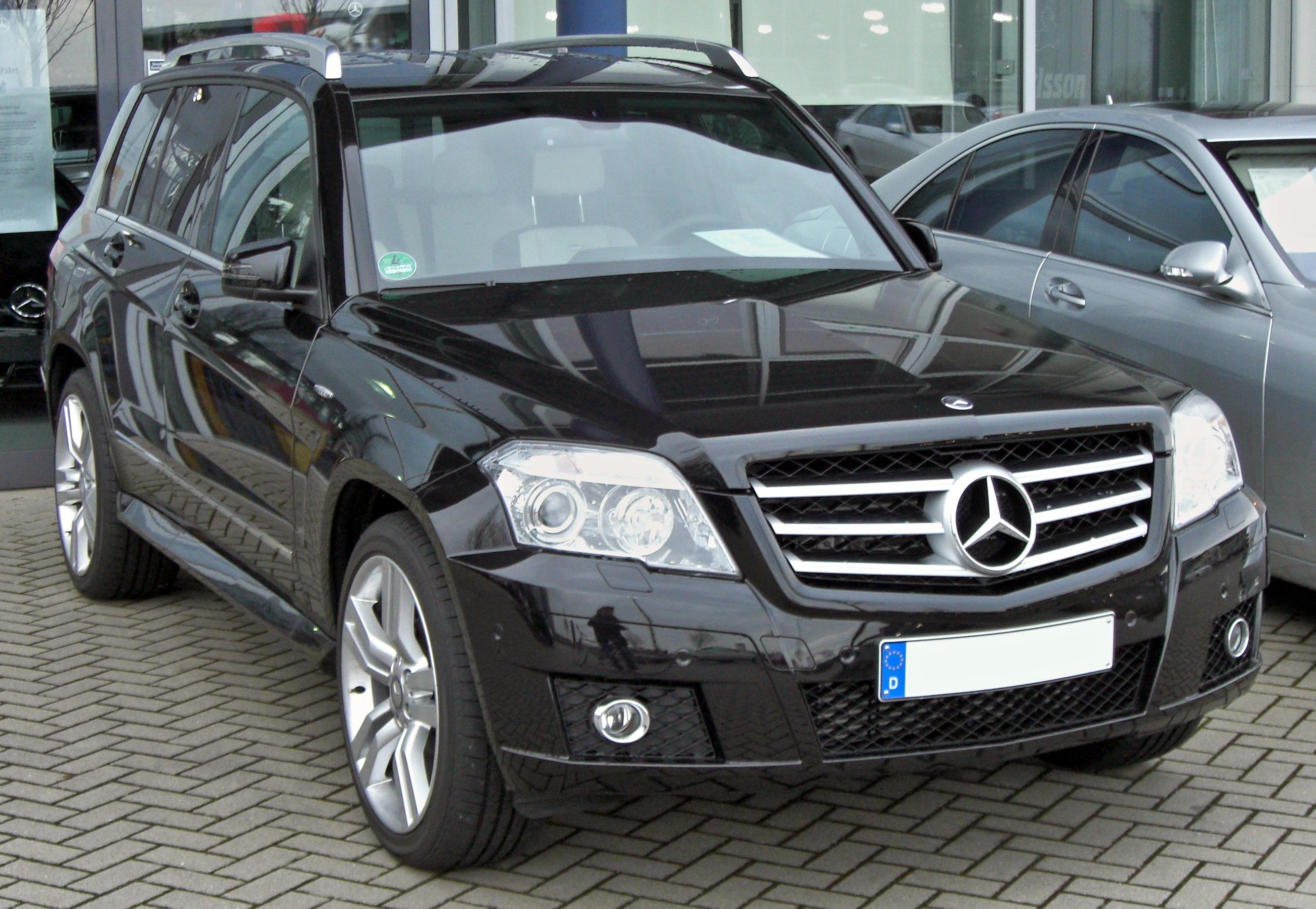
Mercedes-Benz GLK 350 4Matic «Edition 1»

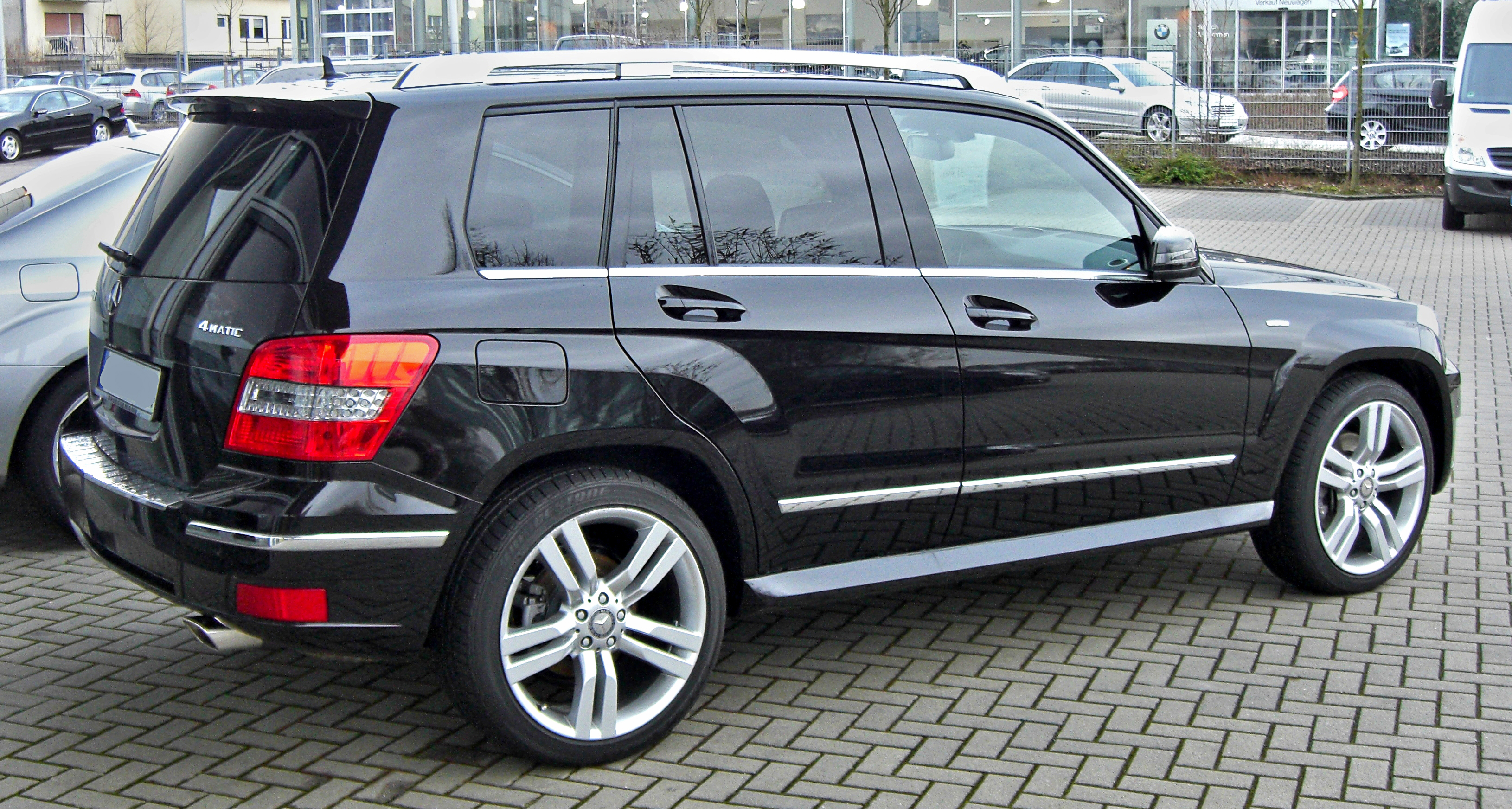
Mercedes-Benz GLK 350 4Matic «Edition 1»

GLK також представлений у спеціальній версії «Edition 1», її зовнішній вигляд визначають компоненти «Спорт-пакету для екстер'єру» (включаючи «Пакет хромованої обробки»), а також цілий ряд інших елементів обладнання: 
- Лакофарбове покриття «білий кальцит» (або будь-який інший варіант забарвлення передбачених для GLK)
- 20-дюймові легкосплавні диски з дизайном «5 подвійних спиць», з шинами різної конструкції: розміру 235/45 — спереду і 255/40 — ззаду
- Шильдик «Edition 1» на передніх крилах і крайніх задніх стійках
- Теплозахисне тоноване скло
- Двері багажника EASY-PACK
- Решітка радіатора з трьома полірованими, хромованими ламелями
- Протитуманні фари з хромованою окантовкою
- Алюмінієві рейлінги
- Хромовані захисні накладки
- Бічні швелери в тон кузова
- Задній бампер з декоративної хромованою смугою
- Спортивна підвіска з зменшеним на 20 мм дорожнім просвітом
- Хромований молдинг вздовж борту кузова
- Хромовані прямокутні вихлопні патрубки
- Внутрішня та зовнішня накладки для захисту кузова при навантаженні багажу, з хромованими вставками / вставками з нержавіючої сталі.[16]

Салон спецверсії «Edition 1» прикрашають компоненти «Спорт-пакету для інтер'єру» і цілий набір інших елементів оснащення: 
- Двокольорова оббивка сидінь шкірою designo «порцеляна», а також підігрів передніх сидінь
- Мультимедійна система COMAND APS
- Рульове колесо AMG Performance з підрульовими перемикачами
- Оббивка стелі чорного кольору
- Підлогові килимки з написом «Edition 1»
- Важіль АКПП, оздоблений шкірою та хромом
- Срібляста комбінація приладів з рельєфним дизайном
- Декоративні алюмінієві деталі в області панелі приладів і навколо пристроїв для відкривання дверей
- Спортивні педалі з неіржавіючої сталі з матовою шліфуванням і чорними гумовими шишечками
- Пакет елементів освітлення салону
- Накладки на пороги в передній і задній частинах салону, передні — з написом «Mercedes-Benz»
- Двосторонній килимок для багажника[17]

## Технічні характеристики
| Модель                                                                   | GLK 280 4MATIC                    | GLK 300 4MATIC                    | GLK 350 4MATIC                    | \| GLK 350 4MATIC BlueEFFICIENCY \| \| ----------------------------- \| | GLK 220 CDI BlueEFFICIENCY        | GLK 220 CDI 4MATIC BlueEFFICIENCY | GLK 250 CDI 4MATIC BlueEFFICIENCY | GLK 320 CDI 4MATIC                | GLK 350 CDI 4MATIC                |
| ------------------------------------------------------------------------ | --------------------------------- | --------------------------------- | --------------------------------- | ----------------------------------------------------------------------- | --------------------------------- | --------------------------------- | --------------------------------- | --------------------------------- | --------------------------------- |
| Роки випуску                                                             | 10/2008–06/2009                   | з 07/2009                         | з 10/2008                         | з 07/2012                                                               | з 07/2009                         | з 04/2009                         | з 12/2009                         | 10/2008–06/2009                   | з 07/2009                         |
| Маркування двигуна*                                                      | M272 E 30                         | M272 E 30                         | M272 E 35                         | M276 DE 35                                                              | OM651 DE 22 LA                    | OM651 DE 22 LA                    | OM651 DE 22 LA                    | OM642 DE 30 LA                    | OM642 DE 30 LA                    |
| Тип двигуна                                                              | Бензиновий                        | Бензиновий                        | Бензиновий                        | Бензиновий                                                              | Дизельний                         | Дизельний                         | Дизельний                         | Дизельний                         | Дизельний                         |
| Циліндри                                                                 | V6                                | V6                                | V6                                | V6                                                                      | Р4                                | Р4                                | Р4                                | V6                                | V6                                |
| Об'єм                                                                    | 2996 см³                          | 2996 см³                          | 3498 см³                          | 3498 см³                                                                | 2143 см³                          | 2143 см³                          | 2143 см³                          | 2987 см³                          | 2987 см³                          |
| Потужність                                                               | 170 кВт (231 к.с.) при 6000 об/хв | 170 кВт (231 к.с.) при 6000 об/хв | 200 кВт (272 к.с.) при 6000 об/хв | 225 кВт (306 к.с.) при 6500 об/хв                                       | 125 кВт (170 к.с.) при 3200 об/хв | 125 кВт (170 к.с.) при 3200 об/хв | 150 кВт (204 к.с.) при 4200 об/хв | 165 кВт (224 к.с.) при 3800 об/хв | 165 кВт (224 к.с.) при 3800 об/хв |
| Крутний момент                                                           | 300 Нм при 2500–5000 об/хв        | 300 Нм при 2500–5000 об/хв        | 350 Нм при 2400–5000 об/хв        | 370 Нм при 3500–5250 об/хв                                              | 400 Нм при 1400–2800 об/хв        | 400 Нм при 1400–2800 об/хв        | 500 Нм при 1600–1800 об/хв        | 540 Нм при 1600–2400 об/хв        | 540 Нм при 1600–2400 об/хв        |
| Розгін 0–100 км/год                                                      | 7,6 с                             | 7,6 с                             | 6,7 с                             | 6,5 с                                                                   | 8,5 с                             | 8,8 с                             | 7,9 с                             | 7,5 с                             | 7,5 с                             |
| Максимальна швидкість                                                    | 210 км/год                        | 210 км/год                        | 230 км/год                        | 238 км/год                                                              | 205 км/год                        | 205 км/год                        | 210 км/год                        | 220 км/год                        | 220 км/год                        |
| Витрати пального (згідно з європейським стандартом л/100 км комбіновано) | 10,2 л/100 км                     | 10,2 л/100 км                     | 10,6 л/100 км                     | 10,8 л/100 км                                                           | 6,0 л/100 км                      | 6,7 л/100 км                      | 6,7 л/100 км                      | 7,9 л/100 км                      | 7,9 л/100 км                      |
| Викид-CO2, комбіновано                                                   | 245 гр/км                         | 239 гр/км                         | 249 гр/км                         | 250 гр/км                                                               | 158 гр/км                         | 176 гр/км                         | 176 гр/км                         | 209 гр/км                         | 208 гр/км                         |
| Норми викидів по Європейській класифікації                               | Euro 5                            | Euro 5                            | Euro 5                            | Euro 5                                                                  | Euro 5                            | Euro 5                            | Euro 5                            | Euro 4                            | Euro 4                            |
| GLK 350 4MATIC BlueEFFICIENCY                                            |                                   |                                   |                                   |                                                                         |                                   |                                   |                                   |                                   |                                   |

- кодування двигуна розшифровується таким чином:

Бензиновий: М = двигун, серія = 3 цифри, E = вприскування палива, DE = безпосереднє вприскування палива, C = компресор, червоний. = Зниженого енергоспоживання
Дизельний: OM = гідравлічний двигун, серія = 3 цифри, DE = безпосереднє впорскування, L = проміжна, A = турбокомпресор, червоний. = Зниженого енергоспоживання

## Повний привід 4MATIC
Нова система 4MATIC, яка встановлюється на позашляховик GLK, вважається однією з найефективніших систем постійного повного приводу марки Mercedes-Benz. Розподіл крутного моменту між передньою і задньою осями здійснюється в пропорції 45:55 в поєднанні з інтелектуальню роботою електронної системи стабілізації ESP®, антипробуксовочню системою (ASR) та електронною системою управління тяговим зусиллям 4ETS забезпечує впевнену і стабільну поведінку автомобіля за будь-яких умовах. Іншими словами, система повного приводу оптимальним чином розподіляє крутний момент між чотирма ведучими колесами, підвищуючи їх зчеплення з дорогою.

## Фейсліфтинг 2012

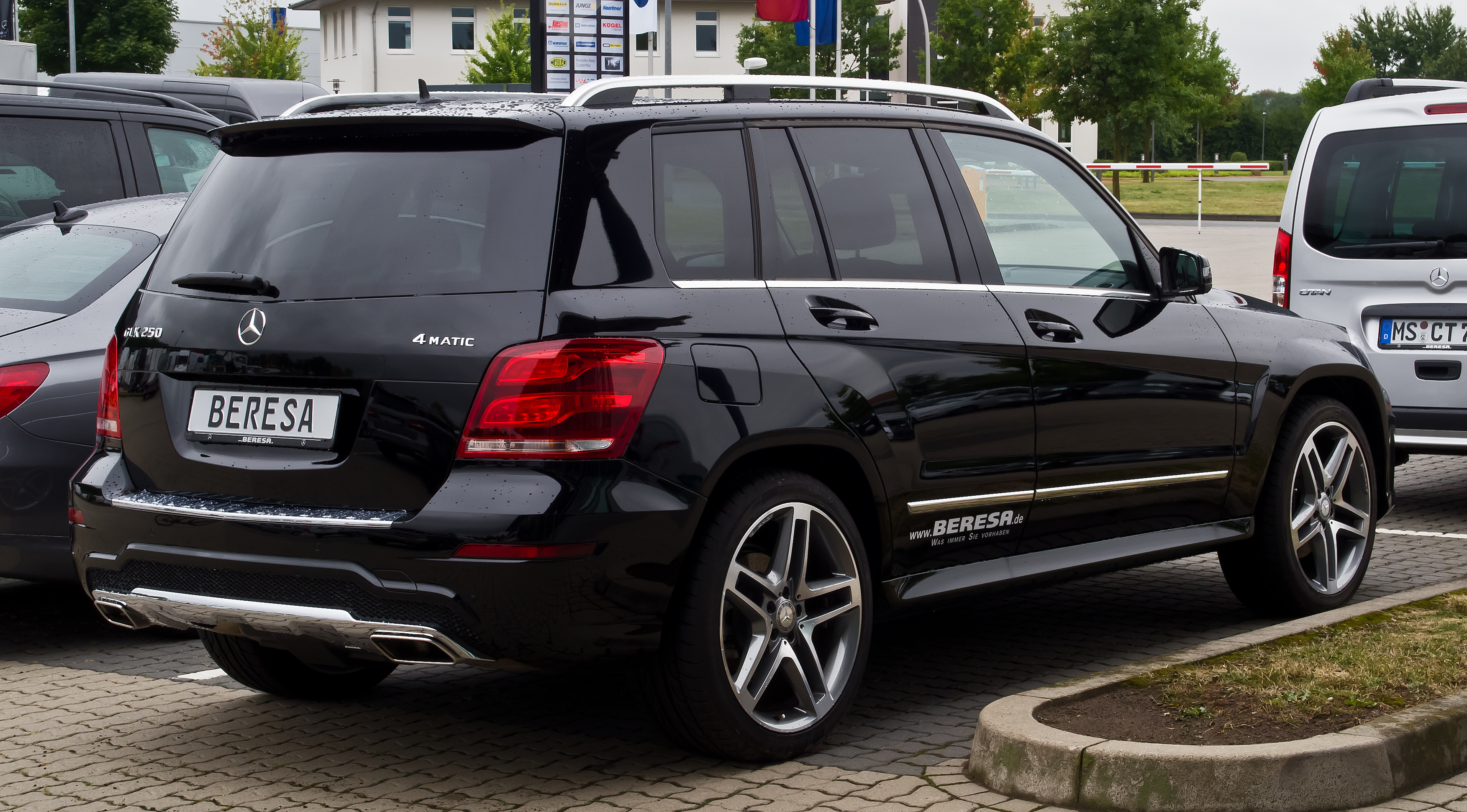
Mercedes-Benz GLK250 (з 2012)

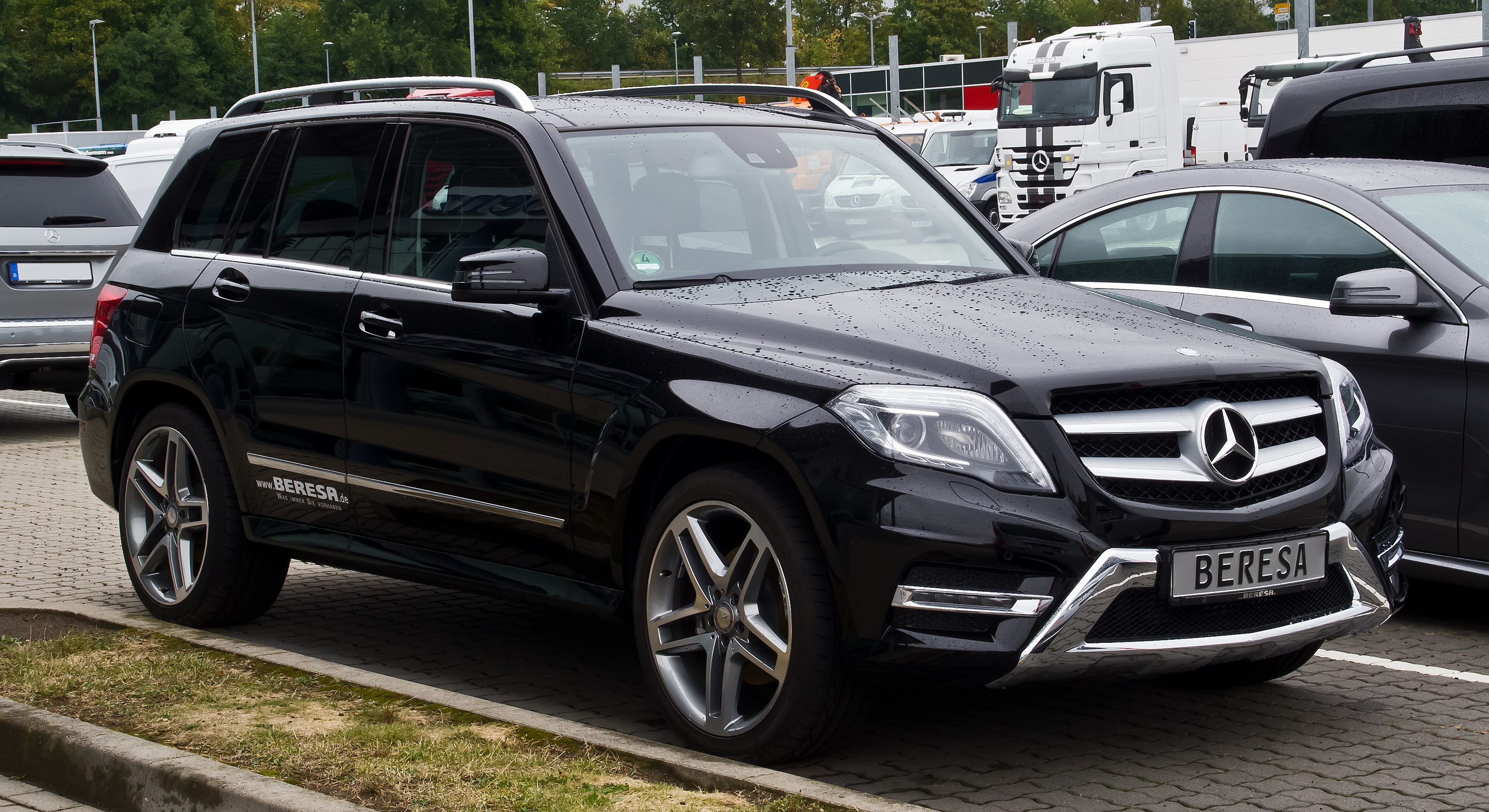
Mercedes-Benz GLK250 (з 2012)

На Нью-Йоркському автосалоні 2012 року представлено оновлений Mercedes-Benz GLK-Класу. В червні того ж року автомобіль надійшов в продаж. В оновленої моделі змінилося оснащення, зовнішній вигляд і модернізовані двинуни.

## Тюнінг

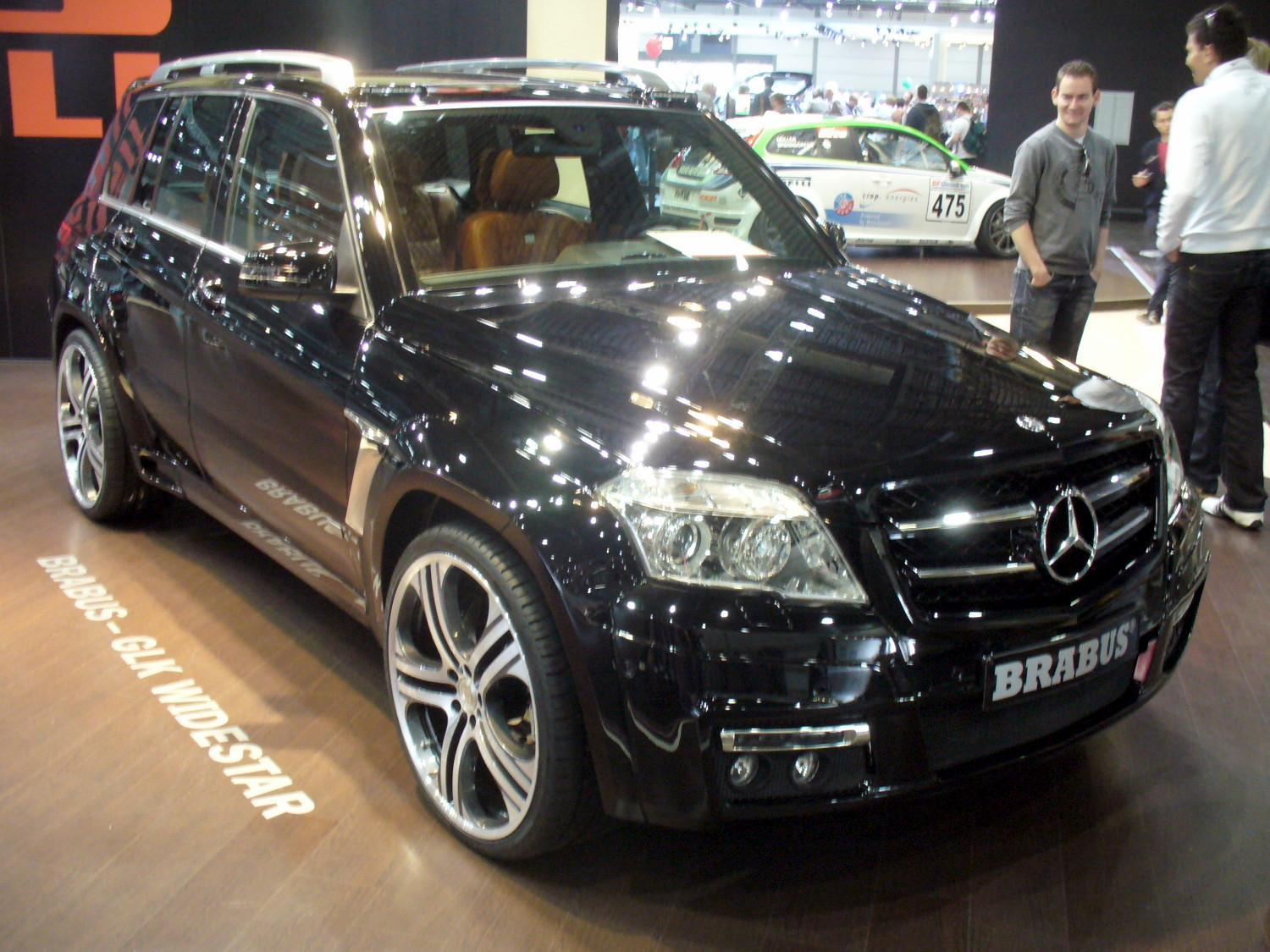
Mercedes-Benz GLK V12

У 2008 році на основі Mercedes-Benz GLK компанія Brabus побудувала найшвидший дорожній SUV Brabus GLK Widestar V12. Завдяки 6,3-літровому двигуну V12, потужністю 750 к.с. (552 кВт), і обертовим моментом 1350 Нм, він досягає максимальної швидкості в 322,3 км/годину. Розгін з місця до 100 км/год GLK V12 становить 4,2 секунд, до 200 км/год - 12,8 секунди. Витрата пального становить 20,8 л на 100 км, викиди CO2 - 487 г/км. Ціна становить не менше EUR 472 430.

## Виробництво і продаж
| рік  | виробництво | продаж США |
| ---- | ----------- | ---------- |
| 2008 |             |            |
| 2009 |             | 21,944     |
| 2010 |             | 20,946     |
| 2011 | 93,836      | 24,310     |
| 2012 | 109,813     | 29,364     |
| 2013 |             | 32,553     |
| 2014 |             | 35,000     |

## Зноски
1. ↑  Технические характеристики и габариты внедорожника GLK. Архів оригіналу за 27 лютого 2010. Процитовано 28 лютого 2010. [Архівовано 2010-02-27 у Wayback Machine.]
2. ↑  Новый автомобиль Mercedes-Benz GLK-класса[недоступне посилання з червня 2019]
3. ↑  Mercedes-Benz GLK-Class (X204). Архів оригіналу за 12 лютого 2010. Процитовано 13 березня 2010.
4. ↑  Штатное расписание. Архів оригіналу за 26 листопада 2009. Процитовано 28 лютого 2010.
5. ↑  Kompakter Charaktertyp: Die neue Mercedes-Benz GLK-Klasse (PDF). Архів оригіналу (PDF) за 16 травня 2012. Процитовано 13 березня 2010.
6. ↑  Mercedes Vision GLK Freeside, 3. Januar 2008
7. ↑  Mercedes-Benz GLK Townside in Detroit [Архівовано 15 січня 2008 у Wayback Machine.], 13. Januar 2008
8. ↑  Crash-Test Mercedes-Benz GLK [Архівовано 11 лютого 2010 у Wayback Machine.] (Euro NCAP 2009)
9. ↑  Битва за респект. Архів оригіналу за 10 березня 2010. Процитовано 13 березня 2010.
10. ↑  Серийное оборудование Mercedes-Benz GLK. Архів оригіналу за 3 серпня 2009. Процитовано 13 березня 2010. [Архівовано 2009-08-03 у Wayback Machine.]
11. ↑  Стайлинг-пакет Offroad. Архів оригіналу за 11 серпня 2009. Процитовано 28 лютого 2010. [Архівовано 2009-08-11 у Wayback Machine.]
12. ↑  Пакет для бездоріжжя. Архів оригіналу за 9 вересня 2009. Процитовано 28 лютого 2010. [Архівовано 2009-09-09 у Wayback Machine.]
13. ↑  Спорт-пакет для екстер'єру. Архів оригіналу за 9 вересня 2009. Процитовано 28 лютого 2010. [Архівовано 2009-09-09 у Wayback Machine.]
14. ↑  Спорт-пакет для інтер'єру. Архів оригіналу за 9 вересня 2009. Процитовано 28 лютого 2010. [Архівовано 2009-09-09 у Wayback Machine.]
15. ↑  Хромований пакет. Архів оригіналу за 9 січня 2010. Процитовано 13 березня 2010. [Архівовано 2010-01-09 у Wayback Machine.]
16. ↑  Спеціальна версія «Edition 1» — екстер'єр. Архів оригіналу за 5 грудня 2010. Процитовано 28 лютого 2010. [Архівовано 2010-12-05 у Wayback Machine.]
17. ↑  Спеціальна версія «Edition 1» — інтер'єр. Архів оригіналу за 5 грудня 2010. Процитовано 28 лютого 2010. [Архівовано 2010-12-05 у Wayback Machine.]
18. ↑  Полный привод 4MATIC. Архів оригіналу за 14 червня 2009. Процитовано 28 лютого 2010. [Архівовано 2009-06-14 у Wayback Machine.]
19. ↑  Highest Sales Month for the Year at 21,469 Brings Mercedes-Benz to an... – MONTVALE, N.J., Jan. 4, 2011 /PRNewswire/. New Jersey: Prnewswire.com. 4 січня 2011. Архів оригіналу за 27 червня 2013. Процитовано 5 лютого 2011.
20. ↑  Mercedes-Benz Records the Highest Year on Record with Sales of 264,460 – MONTVALE, N.J., Jan. 5, 2012 /PRNewswire/. Prnewswire.com. Архів оригіналу за 27 червня 2013. Процитовано 21 жовтня 2012.
21. ↑  Mercedes-Benz Delivers Record-Breaking 2014 Sales Volume of 330,391, up 5.7%. Архів оригіналу за 12 січня 2015. Процитовано 19 грудня 2021.